# Alessandropoli (città antica)
Alessandropoli (in greco antico: Ἀλεξανδρόπολις?) era una città dell'antica Grecia ubicata in Tracia.

## Storia
Plutarco scrisse che, mentre Filippo II di Macedonia era occupato con una guerra contro Bisanzio, Alessandro Magno era rimasto in Macedonia come reggente. Fu allora che i Maedi si ribellarono e vennero sottomessi da Alessandro che occupò la loro capitale, espulse i suoi abitanti e la ripopolò con gente proveniente da diversi paesi dandole il nome di Alessandropoli. Plutarco indica che ciò si verificò quando Alessandro aveva sedici anni, quindi intorno all'anno 340 a.C.
Probabilmente è la città citata da Stefano di Bisanzio come fondata da Alessandro quando aveva diciassette anni. Dove si trovasse non è noto.